# 烈士 (中华人民共和国)
烈士，2011年前稱革命烈士，是由中华人民共和国省级人民政府、民政部或公安部、人民解放军评定（或批准）的、受相关法律法规保护的荣誉称号。

## 概述
早在第一次国共内战时期，中国共产党领导的各苏区及各部队便开始了抚恤伤亡官兵的工作，并发放证明。各苏区还修建了烈士纪念设施，如中华苏维埃共和国临时中央政府在中央苏区瑞金修建的“红军烈士纪念塔”。1929年鄂西苏区政府颁布的《优待红军家属及抚恤伤亡实施条例》，1930年闽西苏区政府颁布的《优待红军士兵条例》，1931年9月鄂豫皖特区政府颁布的《红军战士伤亡抚恤条例》，是中共历史上最早的三个关于中国工农红军战士抚恤、优待及退役安置政策的规定。中华苏维埃共和国临时中央政府先后颁布了《中国工农红军优待条例》、《红军抚恤条例》、《优待城市红军家属办法》、《优待红军家属耕田队条例》、《优待红军家属礼拜六条例》等规定。但当时尚未形成系统的政策规范，也未明确界定“烈士”。
抗日战争及第二次国共内战时期，中国共产党领导的各边区、解放区及各部队继续抚恤伤亡官兵的工作。抗日战争时期，中国共产党将“加强优待抗属，抚恤伤亡，安置残废军人及退伍军人的工作”列入党的军事问题决议中。但抗日战争时期一般仍沿用旧时用语，把在战场牺牲的指战员称作“阵亡将士”。
抗日战争胜利前夕举行的中共七大作出了以“七大”名义举办中国革命死难烈士追悼大会的决定。在中共七大结束后的第6天即1945年6月17日，中国革命死难烈士追悼大会在中央党校大礼堂举行，毛泽东、朱德、刘少奇、周恩来、任弼时等中共中央领导及中共七大全体代表、延安各界代表参加。毛泽东主祭，并题写挽词：“死难烈士万岁”。毛泽东在大会上发表演说指出，追悼的范围是：“追悼几十年来中国革命队伍在各个战线上所牺牲的人。”又称：“我们今天开大会，我们是有信心的。烈士们是已经离开我们了，他们的责任交给了我们，我们要完成这个责任。”这次大会是中共历史上首次明确提出“烈士”一词。大会还决定在抗日战争胜利后建立烈士陵园。毛泽东、刘少奇、朱德、任弼时等中共中央领导为建立陵园题词，并托参加大会的代表转交给晋冀鲁豫边区有关部门。
第二次国共内战时期，各解放区分别修订或新订了优待、抚恤方面的条例。1947年4月，东北行政委员会、东北民主联军总政治部公布施行的《东北解放区爱国自卫战争阵亡烈士抚恤暂行条例》将“阵亡将士”改称“阵亡烈士”。“烈士”一词开始成为荣誉称号而被广泛使用。
1949年中华人民共和国成立后，1950年10月15日中央人民政府内务部发出《关于革命烈士的几点解释》规定了革命烈士的范围：

（1）辛亥革命中因参加反对满清统治而牺牲的烈士。辛亥革命后在军阀混战中死亡者不在内。

（2）1924年至1927年因参加东征和北伐战争而阵亡的烈士。1927年4月12日及7月15日蒋介石及汪精卫公开叛变革命后在军阀混战及反共战争中死亡的国民党军官兵不在内。

（3）1927年至1937年因参加国内革命战争和武装起义而牺牲的烈士和工农红军官兵。

（4）1932年1月淞沪抗日战役、1933年3月长城抗日战役、1933年夏察北抗日战役、1936年冬绥远抗日战役中牺牲的官兵和东北抗日义勇军抗日联军牺牲的官兵。

（5）1937年至1945年因参加抗日战争牺牲的八路军、新四军及其他人民抗日部队官兵。国民党军官兵（包括空军）确因抗日阵亡者也包括在内，但在此期间因参加反共内战而死者不在内。

（6）在人民解放战争中牺牲的人民解放军指战员。起义后因参加人民解放战争而牺牲的原国民党军官兵也包括在内。

（7）1919年五四运动以来因参加各种革命斗争被帝国主义和国内反动派杀害的烈士，因参加革命斗争入狱病死者也包括在内。

1950年11月25日，中央人民政府政务院批准了《革命军人牺牲病故褒恤暂行条例》，其中规定：“革命军人参战，公干牺牲者（被俘不屈，慷慨就义或被特务暗杀等），均称烈士，其家属称烈属，由其所在部队团以上政治机关填具《革命军人牺牲证明书》，发至原籍县（市）人民政府换发《牺牲军人家庭光荣纪念证》。”
1950年11月25日中央人民政府政务院批准，12月11日中央人民政府内务部公布的《革命工作人员伤亡褒恤暂行条例》规定：革命工作人员“凡对敌斗争因公牺牲者，给予烈士称号”。经中央人民政府政务院批准，12月11日中央人民政府内务部公布的《民兵民工伤亡抚恤暂行条例》规定：“（一）配合部队作战；（二）配合部队或公安部队剿匪；（三）在前线服担架运输等战勤；（四）在敌后进行武装斗争的民兵民工因战争牺牲者，给予烈士称号，发给《革命牺牲民兵民工家属光荣纪念证》。”
1980年6月4日，中华人民共和国国务院发布《革命烈士褒扬条例》，统一称“革命烈士”，并规定“革命烈士”的条件为：

第三条 有下列情形之一的，批准为革命烈士：

（1）对敌作战牺牲或对敌作战负伤后因伤死亡的；

（2）对敌作战致残废后不久因伤口复发而死亡的；

（3）在作战前线担任向导、修建工事、救护伤员、执行运输等战勤任务牺牲，或者在战区守卫重点目标牺牲的；

（4）因执行革命任务遭敌人杀害，或者被敌人俘虏、逮捕后坚贞不屈遭敌人杀害或受折磨致死的；

（5）为保卫或抢救人民生命、国家财产和集体财产壮烈牺牲的。
第四条规定：“革命烈士的批准机关：因战牺牲的，现役军人是团级以上政治机关，其他人员是县、市、市辖区人民政府；因公牺牲的，现役军人是军级以上政治机关，其他人员是省、自治区、直辖市人民政府。”第五条：“本条例第三条规定以外的牺牲人员，如果事迹特别突出，足为后人楷模的，也可以批准为革命烈士。”“前款革命烈士的批准机关，现役军人为中国人民解放军总政治部，其他人员为民政部。”第六条：“经批准为革命烈士的，由民政部向革命烈士家属颁发《革命烈士证明书》。”
2011年，《烈士褒扬条例》公布施行，改称“烈士”，但之前評定的仍稱爲“革命烈士”。《革命烈士褒扬条例》同时废止。

## 法律法规
现行的有关法律法规主要有：
- 《烈士褒扬条例》：2011年7月26日中华人民共和国国务院令第601号公布，自2011年8月1日起施行。[4]
- 《军人抚恤优待条例》：2004年8月1日中华人民共和国国务院 中华人民共和国中央军事委员会令第413号公布，自2004年10月1日起施行。[5]
- 《中国人民解放军纪律条令》：2010年6月3日中华人民共和国中央军事委员会命令（军发〔2010〕22号）发布，自2010年6月15日起施行。[6]
- 《中华人民共和国英雄烈士保护法》：2018年4月27日十三届全国人大常委会第二次会议表决通过，同日中华人民共和国主席令（第五号）公布，自2018年5月1日施行。

已废止的有关法律法规主要有：
- 《革命烈士褒扬条例》：1980年6月4日中华人民共和国国务院发布。自2011年8月1日《烈士褒扬条例》施行同时废止。[4]
- 《军人抚恤优待条例》：1988年7月18日中华人民共和国国务院发布。自2004年10月1日新的《军人抚恤优待条例》施行同时废止。[5]
- 《中国人民解放军纪律条令》：1997年10月7日中华人民共和国中央军事委员会发布，2002年3月23日修订。自2010年6月15日新的《中国人民解放军纪律条令》施行同时废止。[6]

## 评定（批准）
烈士按照评定（批准）的部门可分为四类：
- 省级人民政府评定（批准）的烈士：依照《烈士褒扬条例》
- 中华人民共和国民政部评定的烈士：依照《烈士褒扬条例》
- 中华人民共和国公安部批准的烈士：依照《军人抚恤优待条例》和《中国人民解放军纪律条令》[8]
- 军队批准的烈士：依照《军人抚恤优待条例》和《中国人民解放军纪律条令》

《烈士褒扬条例》第二章第八条规定：
第八条　公民牺牲符合下列情形之一的，评定为烈士：

（一）在依法查处违法犯罪行为、执行国家安全工作任务、执行反恐怖任务和处置突发事件中牺牲的；

（二）抢险救灾或者其他为了抢救、保护国家财产、集体财产、公民生命财产牺牲的；

（三）在执行外交任务或者国家派遣的对外援助、维持国际和平任务中牺牲的；

（四）在执行武器装备科研试验任务中牺牲的；

（五）其他牺牲情节特别突出，堪为楷模的。

现役军人牺牲，预备役人员、民兵、民工以及其他人员因参战、参加军事演习和军事训练、执行军事勤务牺牲应当评定烈士的，依照《军人抚恤优待条例》的有关规定评定。
《烈士褒扬条例》第二章第九条规定：“申报烈士的，由死者生前所在工作单位、死者遗属或者事件发生地的组织、公民向死者生前工作单位所在地、死者遗属户口所在地或者事件发生地的县级人民政府民政部门提供有关死者牺牲情节的材料，由收到材料的县级人民政府民政部门调查核实后提出评定烈士的报告，报本级人民政府审核。”
第九条还规定了第八条各情形的分级申报制度：
- 第八条（一）（二）规定情形：“由县级人民政府提出评定烈士的报告并逐级上报至省、自治区、直辖市人民政府审查评定。评定为烈士的，由省、自治区、直辖市人民政府送国务院民政部门备案。”
- 第八条（三）（四）规定情形：“由国务院有关部门提出评定烈士的报告，送国务院民政部门审查评定。”
- 第八条（五）规定情形：“由县级人民政府提出评定烈士的报告并逐级上报至省、自治区、直辖市人民政府，由省、自治区、直辖市人民政府审查后送国务院民政部门审查评定。”

《军人抚恤优待条例》第二章第八条规定：
第八条 现役军人死亡，符合下列情形之一的，批准为烈士：
（一）对敌作战死亡，或者对敌作战负伤在医疗终结前因伤死亡的；

（二）因执行任务遭敌人或者犯罪分子杀害，或者被俘、被捕后不屈遭敌人杀害或者被折磨致死的；

（三）为抢救和保护国家财产、人民生命财产或者参加处置突发事件死亡的；

（四）因执行军事演习、战备航行飞行、空降和导弹发射训练、试航试飞任务以及参加武器装备科研实验死亡的；

（五）其他死难情节特别突出，堪为后人楷模的。
现役军人在执行对敌作战、边海防执勤或者抢险救灾任务中失踪，经法定程序宣告死亡的，按照烈士对待。

批准烈士，属于因战死亡的，由军队团级以上单位政治机关批准；属于非因战死亡的，由军队军级以上单位政治机关批准；属于本条第一款第（五）项规定情形的，由中国人民解放军总政治部批准。
《军人抚恤优待条例》第四十九条：“本条例适用于中国人民武装警察部队。”《中国人民解放军纪律条令》第一百七十八条：“本条令适用于中国人民武装警察部队。”《烈士褒扬条例》第六章第三十八条规定：“军队评定的烈士，由中国人民解放军总政治部送国务院民政部门备案。”

## 烈士通知书、烈士证明书
烈士评定（批准）后，由烈士遗属户口所在地的县级人民政府民政部门向烈士遗属颁发《烈士证明书》。《烈士褒扬条例》第六章第三十九条规定：“烈士证书、烈士通知书由国务院民政部门印制。”根据该规定，全国自2013年8月1日起正式启用中华人民共和国民政部印制的统一式样的《烈士通知书》和《烈士证明书》。凡2013年8月1日后评定（批准）为烈士的，均填发《烈士通知书》。凡2004年10月1日《军人抚恤优待条例》和2011年8月1日《烈士褒扬条例》公布实施后评定（批准）为烈士的，均填发《烈士证明书》。

## 烈士褒扬金和烈士遗属的抚恤优待
《烈士褒扬条例》规定烈士遗属享受的抚恤优待有：
- 烈士褒扬金：《烈士褒扬条例》第三章第十一条规定：

国家建立烈士褒扬金制度。烈士褒扬金标准为烈士牺牲时上一年度全国城镇居民人均可支配收入的30倍。战时，参战牺牲的烈士褒扬金标准可以适当提高。
……烈士褒扬金由颁发烈士证书的县级人民政府民政部门发给烈士的父母或者抚养人、配偶、子女；没有父母或者抚养人、配偶、子女的，发给烈士未满18周岁的兄弟姐妹和已满18周岁但无生活来源且由烈士生前供养的兄弟姐妹。”
- 一次性抚恤金等：烈士遗属除享受烈士褒扬金外，属于《军人抚恤优待条例》及相关规定适用范围的，还享受“因公牺牲一次性抚恤金”；属于《工伤保险条例》及相关规定适用范围的，还享受“一次性工亡补助金”以及相当于烈士本人40个月工资的“烈士遗属特别补助金”。不属于上述规定范围的烈士遗属，由县级人民政府民政部门发给“一次性抚恤金”，标准是“烈士牺牲时上一年度全国城镇居民人均可支配收入的20倍加40个月的中国人民解放军排职少尉军官工资”。[4]
- 定期抚恤金：《烈士褒扬条例》第三章第十三条还规定：“符合下列条件之一的烈士遗属，享受定期抚恤金：（一）烈士的父母或者抚养人、配偶无劳动能力、无生活来源，或者收入水平低于当地居民的平均生活水平的；
（二）烈士的子女未满18周岁，或者已满18周岁但因残疾或者正在上学而无生活来源的；
 （三）由烈士生前供养的兄弟姐妹未满18周岁，或者已满18周岁但因正在上学而无生活来源的。”[4]
- 医疗优惠待遇：《烈士褒扬条例》第三章第十八条：“烈士遗属享受相应的医疗优惠待遇，具体办法由省、自治区、直辖市人民政府规定。”[4]
- 优先批准服现役：第十九条“烈士的子女、兄弟姐妹本人自愿，且符合征兵条件的，在同等条件下优先批准其服现役。”[4]
- 优先录用为公务员：第十九条“烈士的子女符合公务员考录条件的，在同等条件下优先录用为公务员。”[4]
- 教育优待：第十九条规定，烈士子女在接受学前教育和义务教育，报考普通高中、中等职业学校、高等学校研究生，报考高等学校本、专科，在公办学校就读时，均受优待。[4]
- 就业优待[4]
- 住房优待：符合住房保障条件的烈士遗属承租廉租住房、购买经济适用住房受优先、优惠照顾。“家住农村的烈士遗属住房有困难的，由当地人民政府帮助解决。”[4]
- 养老和社会福利优待：第二十一条“男年满60周岁、女年满55周岁的孤老烈士遗属本人自愿的，可以在光荣院、敬老院集中供养。各类社会福利机构应当优先接收烈士遗属。”[4]
- 抚恤和优待资格的中止和取消：第二十二条“烈士遗属因犯罪被判处有期徒刑、剥夺政治权利或者被司法机关通缉期间，中止其享受的抚恤和优待；被判处死刑、无期徒刑的，取消其烈士遗属抚恤和优待资格。”[4]

《军人抚恤优待条例》第十二条规定由县级人民政府民政部门向烈士遗属发放“一次性抚恤金”。获得荣誉称号或者立功的烈士，在一次性抚恤金的基础上，由县级人民政府民政部门增发“一次性抚恤金”。此外军队还可以按照有关规定发给其遗属“一次性特别抚恤金”。此外《军人抚恤优待条例》还规定了“定期抚恤金”的发放办法。
一些地方人民政府向烈士遗属颁发了烈士遗属优待证。例如浙江省民政厅2015年根据《浙江省军人军属权益保障条例》第十一条印制下发了《浙江省烈士遗属优待证》。

## 烈士纪念设施

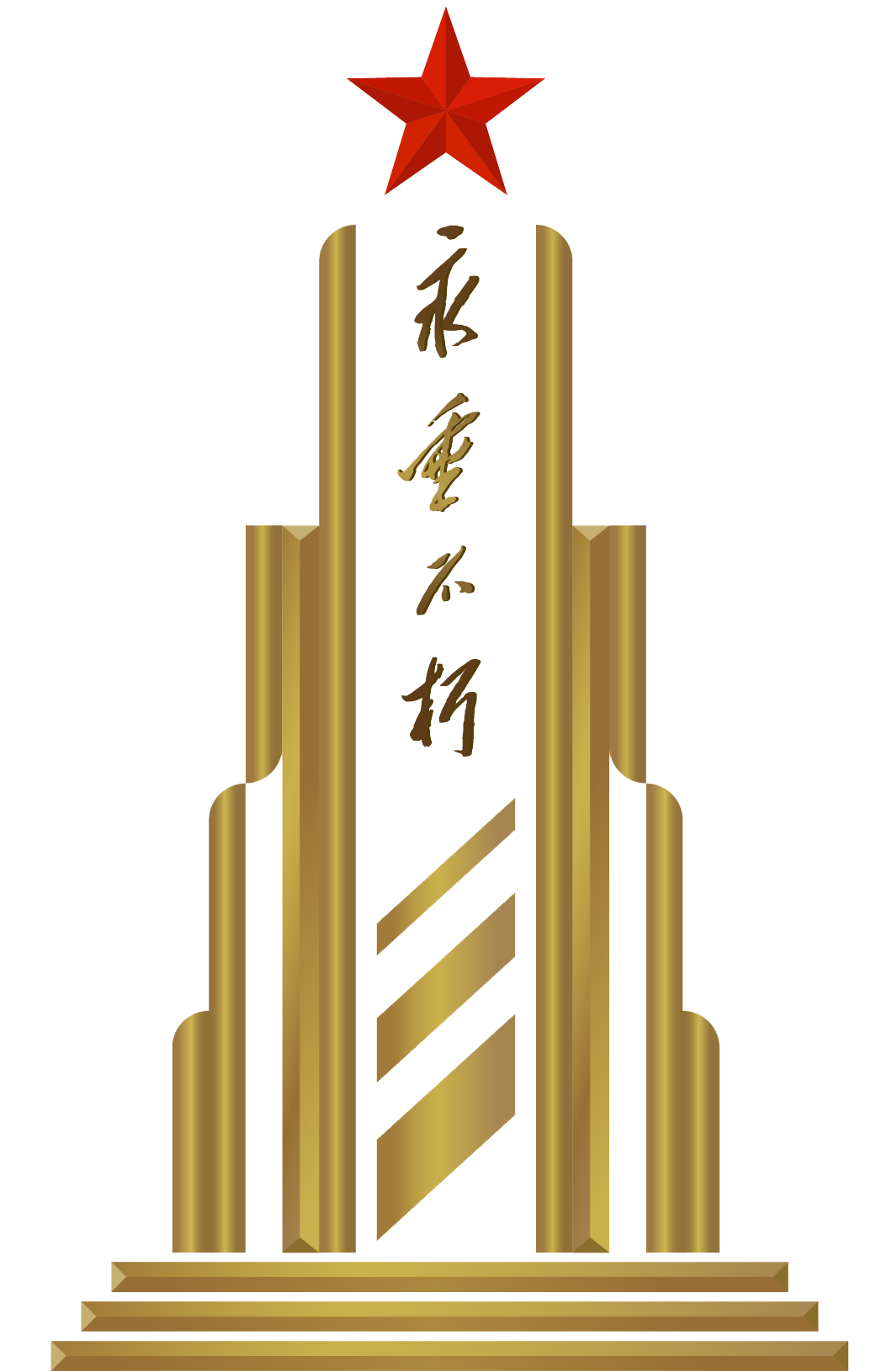
烈士纪念设施保护标志

《烈士褒扬条例》第四章第二十三条规定：“按照国家有关规定修建的烈士陵园、纪念堂馆、纪念碑亭、纪念塔祠、纪念塑像、烈士骨灰堂、烈士墓等烈士纪念设施”第二十四条：“国家对烈士纪念设施实行分级保护。”“各级人民政府应当确定烈士纪念设施保护单位，并划定烈士纪念设施保护范围。”第二十五条：“烈士纪念设施应当免费向社会开放。”
自1986年起，中华人民共和国民政部陆续公布了多批全国重点烈士纪念建筑物保护单位。地方各级民政部门也各自公布了烈士纪念建筑物保护单位。民政部1995年第2号令公布了《革命烈士纪念建筑物管理保护办法》。
《烈士褒扬条例》第六章第四十条规定：“位于境外的中国烈士纪念设施的保护，由国务院民政部门会同外交部等有关部门办理。”
2023年9月，中华人民共和国退役军人事务部印发通知，公布启用烈士纪念设施保护标志及标识牌。烈士纪念设施保护标志整体为纪念碑造型，主体为金色，包括红星、“永垂不朽”题词、纪念碑和阶梯等元素，总体呈现昂扬向上的姿态，象征着烈士们的伟大理想和崇高信念，体现了党和国家对英烈的尊崇、褒扬和纪念。保护标志是全国各级烈士纪念设施的特定形象标识，是各级烈士纪念设施保护管理单位依法履行建设修缮管理维护烈士纪念设施职责的专用标识；烈士纪念设施标识牌铭刻保护标志和烈士纪念设施名称、保护级别、批准设立单位等内容，用于标示烈士纪念设施基本信息。

## 烈士纪念日
2014年8月31日，第十二届全国人民代表大会常务委员会第十次会议通过了《关于设立烈士纪念日的决定》，将9月30日设立为烈士纪念日，并规定每年9月30日国家举行纪念烈士活动。

## 烈士相关荣誉表彰

### 勋章、奖章、纪念章
- 英雄模范勋章
- 献身国防纪念章（金质颁给军籍烈士，2011年8月1日起）

### 荣誉称号
- 全国公安系统一级英雄模范

## 烈士纪念相关作品
- 罗浪《献花曲》